# Bombylella parva
Bombylella parva är en tvåvingeart som först beskrevs av Wray Merrill Bowden 1964.  Bombylella parva ingår i släktet Bombylella och familjen svävflugor.
Artens utbredningsområde är Ghana. Inga underarter finns listade i Catalogue of Life.